# 1992年夏季残疾人奥林匹克运动会法罗群岛代表团
1992年夏季残疾人奥林匹克运动会法罗群岛代表团是法罗群岛派出的1992年夏季残疾人奥林匹克运动会代表团。获得1枚银牌。